# Narrative Organisationsentwicklung
Narrative Organisationsentwicklung ist ein über die angewendeten Methoden, Perspektiven und Haltungen geprägter Teilbereich der Organisationsentwicklung. Die narrative Organisationsentwicklung geht von der Annahme aus, dass wesentliche Funktionsbereiche jeder Organisation von narrativen Strukturen und Geschichten geprägt sind. Dies sind beispielsweise die Identität der Organisation, ihre Sinnkonzeption und ihre Werte, ihr Erfahrungswissen und ihre Kommunikation. Die narrative Organisationsentwicklung macht sich das Wissen um die Wirkung dieser Geschichten und Narrative zunutze, um zum Beispiel Veränderungs-, Entwicklungs- und Strategieprozesse effizienter gestalten und Erfahrungswissen heben und weitergeben zu können.

## Geschichte
Die narrative Organisationsentwicklung baut einerseits auf der Erkenntnis der narrativen Psychologie, die erforscht hat, wie Menschen Geschichten und autobiografische Selbsterzählungen nutzen, um Sinn, Werte und Identitäten zu konstruieren. Der „narrative turn“ der Psychologie in den 1980er Jahren entdeckte die Bedeutung, die Geschichten und Narrative für Menschen haben: Wir Menschen sind „Storytelling Animals“, so der Buchtitel des Autors Jonathan Gottschall.
Als zweites Einflussfeld sind die Konzepte der systemtheoretischen Sozialforschung und der systemischen Organisationsentwicklung zu nennen. Die narrative Organisationsentwicklung führt die Ergebnisse von narrativer Psychologie und Systemtheorie in der Erkenntnis zusammen, dass Organisationen narrative soziale Systeme sind. Die dritte Quelle schließlich ist die strukturale Erzähltheorie, die seit den 1970er Jahren zahlreiche Erkenntnisse zum Funktionieren von Geschichten und ihren Bedeutungswelten beigetragen hat.

## Hintergrund
Die narrative Konstruktion von Organisationen betrifft vor allem die oben schon genannten Bereiche: Die Organisationsidentität, die ebenso wie die individuelle Identität von Personen narrativ konstruiert wird. Die Identität einer Organisation entsteht aus den Geschichten, die sie selbst über sich erzählt, ebenso wie aus den Geschichten, die ihre Umwelt über sie erzählt. Auch die Konstruktion des „Sinns“ der Organisation ist narrativ: Organisationen erklären sich in Narrationen, warum und wie die eigenen Aktivitäten sinnvoll sind. Auch die Werte, die in einer Organisation gelebt werden, sind letztlich narrativ konstruiert: Ein Wert wie zum Beispiel „Kundenorientierung“ erschließt sich konkret nur, wenn Beispielgeschichten dazu erzählt werden. Und das Erfahrungswissen von Mitarbeitenden wird für Organisationen nur verfügbar, wenn es über Erzählungen gehoben wird.
Die narrative Organisationsentwicklung arbeitet mit diesen unterschiedlichen „narrativen Welten“ in Organisationen, um Veränderungsprozesse, Kulturwandel, Strategie und Visionsprojekte durchzuführen. Einer der großen Vorteile der narrativen Vorgehensweise ist dabei, dass verborgene Grundannahmen und Glaubenssätze, die in jeder Organisation vorhanden sind, das Funktionieren eines Unternehmens behindern oder befördern können. Diese Grundannahmen sind den Mitgliedern der Organisation häufig nicht bewusst, können jedoch über das Heben von Erzählungen (Storylistening) sichtbar und damit auch nutzbar gemacht werden.
Neben dem klassischen Storytelling sind weitere Methodenfelder der narrativen Organisationsentwicklung das Storylistening, das alle narrativen Methoden umfasst, die Erzählräume schaffen und so zum Teilen von Erzählungen einladen. Storydoing bezeichnet alle Maßnahmen, die neue Erfahrungen ermöglichen, über die wiederum neue Geschichten erzählt werden. StoryCoCreation schließlich umfasst Tools, Strategien und Prozesse, die die Partizipation der Mitarbeitenden in Strategie-, Change- und Kulturprozessen unterstützen.
In Deutschland wurde die narrative Organisationsentwicklung ab den 2000er Jahren vor allem von Christine Erlach, Michael Müller, Jacques Chlopczyk, Karin Thier, Karolina Frenzel, Hermann Sottong und anderen etabliert. Seit 2020 existiert die erste europäische Fortbildung mit Hochschulzertifikat zum „Narrativen Organisationsberater“ an der Hochschule der Medien Stuttgart.